# Перлз, Лаура
Лаура Перлз (урождённая Лора Познер; 15 августа 1905, Пфорцхайм — 13 июля 1990, Пфорцхайм) — психолог немецкого происхождения, участвовавшая в становлении гештальт-психотерапии, основании Нью-Йоркского гештальт-института.
В 1930 году вышла замуж за Фредерика Перлза, основателя гештальт-терапии.